# Smaragdzöld pálmalóri
A smaragdzöld pálmalóri (Vini palmarum), korábban csak pálmalóri, a madarak osztályába a papagájalakúak (Psittaciformes) rendjébe és a szakállaspapagáj-félék (Psittaculidae) családjába, azon belül a lóriformák (Loriinae) alcsaládjába tartozó faj.

## Rendszerezése
A fajt Johann Friedrich Gmelin német természettudós írta le 1788-ban, a Psittacus nembe Psittacus palmarum néven. Egyes szervezetek a Charmosyna nembe sorolják Charmosyna palmarum néven. A 2020-ban lezajlott filogenetikai vizsgálatok eredményeképp sorolták át a Vini nembe.

## Előfordulása
A Csendes-óceán déli részén, a Salamon-szigetek és Vanuatu területén honos. Természetes élőhelyei a szubtrópusi és trópusi síkvidéki és hegyi esőerdők. Nem vonuló, de élőhelyéről elkóborol.

## Megjelenése
Testhossza 17 centiméter.

## Életmódja
Nektárral és pollennel táplálkozik.

## Természetvédelmi helyzete
Az elterjedési területe elég kicsi, egyedszáma 2500 alatti és csökken. A Természetvédelmi Világszövetség Vörös listáján sebezhető fajként szerepel.